# Епархия Новаличеса

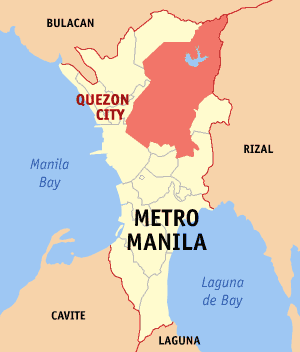
Город Кесон-Сити

Епархия Новаличеса (лат. Dioecesis Novalichesina) — епархия Римско-Католической церкви с центром в районе Новаличес города Кесон-Сити, Филиппины. Епархия Новаличеса входит в митрополию Манилы. Кафедральным собором епархии Новаличеса является церковь святого Себастьяна.

## История
7 декабря 2002 года Римский папа Иоанн Павел II издал буллу Animarum utilitati, которой учредил епархию Новаличеса, выделив её из архиепархии Манилы.

## Ординарии епархии
- епископ Teodoro C. Bacani (7.12.2002 — 25.11.2003);
- епископ Antonio Realubin Tobias (25.11.2003 — 6.06.2019, в отставке);
- епископ Roberto Orendain Gaa (06.06.2019 — по настоящее время).

## Источник
- Annuario Pontificio, Libreria Editrice Vaticana, Città del Vaticano, 2003, ISBN 88-209-7422-3
- Булла Animarum utilitati  (лат.)